# Турн-Вальсассина, Карл Максимилиан фон
Граф Карл Максимилиан фон Турн унд Вальсассина (нем. Karl Maximilian von Thurn und Valsassina; 15 октября 1643 — 8 июня 1716, Цнайм) — австрийский придворный и государственный деятель.

## Биография
Принадлежал к младшей ветви рода Турн и Таксис, линии Турн-Вальсассина. Сын графа Иоганна Баптиста Матиаса фон Турн унд Вальсассины и принцессы Максимилианы Констанцы фон унд цу Лихтенштейн.
Камергер Леопольда I (4.01.1666). Благодаря родству с княжеской семьей Лихтенштейнов и генерал-фельдмаршалом Жаном Луи Радюи де Суше, он достиг высоких постов в Богемском королевстве, Моравии и при императорском дворе. В 1685 году был назначен придворным советником, в 1686—1693 годах был вице-канцлером Богемского королевства, с резиденцией в Вене, и стал действительным тайным советником. Из-за интриг более влиятельных семей (в том числе Черниных фон Худеницов) в 1693 году был вынужден покинуть Вену. В 1697 году стал высочайшим земским судьей маркграфства Моравии, затем высочайшим земским камерарием этой провинции.
В 1701—1704 годах был ландесгауптманом (губернатором) Моравии, затем ему удалось вернуться ко двору, и в 1704–1711 годах он был оберстгофмейстером императрицы Элеоноры. После смерти Иосифа I ему пришлось покинуть этот пост, но в 1712 году Турн в числе первых был пожалован Карлом VI в рыцари ордена Золотого руна.

## Семья
Жена: Анна Доротея Катерина Радюи де Суше (1652/1653—12.02.1724), дочь графа Жана Луи Радюи де Суше и баронессы Анны Элизабет фон Хофкирхен
Дети:
- Мария Франциска (1670—23.09.1733), приоресса в Шлесснице
- Йозеф Венцель (24.11.1675—?)
- Иоганн Баптист (18.10.1676—?)
- Иоганна Катарина (19.12.1678—9.04.1758). Муж (25.08.1720): граф Иоганн Генрих Кристоф фон Эдт цу Хельфенбург (ум. 4.05.1750)
- граф Антон Мария (1679—17.11.1749), придворный, советник Венского банка. Жена (сентябрь 1712): баронесса Коза фон Градиш (ум. 14.09.1749), дочь барона Леопольда Антона Коза фон Градиша и Марии Франциски фон Зальм-Нойбург
- Иоганн Баптист Матиас (1681—?), каноник в Ольмюце, приор в Брюнн
- Йозеф (ок. 1682—30.09.1685)
- Леопольд (1686—15.05.1687)
- Мария Карлота Сусанна Иоганна (ок. 1687—25.08.1688)
- Иоганн (ок. 1689—21.02.1691)
- граф Франц Мария Ульрих (1691—30.05.1741), генерал-фельдвахтмейстер (13.10.1739), камергер
- Мария Розалия (1694—22.12.1769). Муж (27.03.1740): граф Иоганн Баптист Франц Антон фон Эдлинг унд Хайденшафт (ум. 20.12.1744)